# .directory
.directory est un domaine Internet de premier niveau générique non restreint.
Ce domaine est destiné aux personnes, aux groupes ou aux organisations qui produisent ou gèrent un annuaire (appelé directory en anglais).
Bien que le domaine soit destiné aux personnes, aux groupes ou aux organisations qui produisent ou gèrent un annuaire, il est ouvert à tous sans restrictions.

## Statistiques d'usage
En janvier 2025, environ 17 000 domaines utilisent l'extension .directory.